# .hn
.hn és el domini de primer nivell territorial (ccTLD) d'Hondures

## Noms de domini de segon nivell[1]
- .net.hn
- .org.hn
- .edu.hn
- .gob.hn
- .com.hn